# Ервін Штрітматтер
Ервін Штрітматтер (нім. Erwin Strittmatter, 14 серпня 1912, Шпремберг — 31 січень 1994, Штехлін) — німецький письменник, член Академії мистецтв НДР, один з найбільших письменників НДР.

## Життя і творчість
Ервін народився в сім'ї середнього достатку. Його батьки володіли дріб'язковою лавкою і невеликою пекарнею. Батько хлопчика був німцем, мати належала до лужицьких сербів. У 1924—1930 роках Ервін вчився в реальній гімназії в рідному місті. Потім навчався на пекаря, працював кельнером, підсобним робітником, помічником ветеринара і пекаря. На початку 1930-х років вступив в СДПН. Після приходу націонал-соціалістів до влади в 1933 році Штрітматтер працював на хімічному виробництві в Тюрінгії.

У серпні 1940 року він подав заяву на вступ в Ваффен-СС, але прийнятий не був. 1941 року був зарахований в 325-й батальйон охоронної поліції, яка перебувала в підпорядкуванні СС (18-й єгерський гірський полк СС («SS-Polizei-Gebirgsjäger-Regiment 18»)). Цей військовий підрозділ брав участь в боях на території Словенії, Фінляндії та Греції, займався також придушенням партизанського руху. 18-й єгерський гірський полк СС проводив депортацію єврейського населення Афін в табори смерті. Втім, Е. Штрітматтер завжди стверджував, що ніякої участі в каральних акціях не брав, оскільки обіймав посаду ротного писаря.
Після закінчення Другої світової війни Штрітматтер перший час працював пекарем, потім — редактором газети Märkische Volksstimme. 1950 року вийшов у світ його перший твір «Погонич волів» (Ochsenkutscher). 1952 року він написав п'єсу «Кацграбен» — про класову боротьбу на селі; відкинута Потсдамським театром, п'єса привернула увагу Бертольта Брехта і в 1953 році була поставлена в театрі «Берлінер ансамбль». Штрітматтер, захоплений теорією «епічного театру», деякий час працював асистентом Брехта в «Берлінер ансамбль», після чого повністю переключився на літературну творчість, причому у своїх драмах також наслідував Брехта.
З 1954 року і до самої своєї смерті Штрітматтер жив в Шульценхофі (Руппенланд). У 1959—1961 роках він був 1-й секретар Союзу німецьких письменників (НДР). У 1963 він написав свій роман «Оле Бінкоп», один з найпопулярніших в НДР. У 1963—1972 писав виключно новелістику. У 1983, 1987 і 1992 вийшли в світ всі 3 частини його трилогії «Лавка» (Der Laden), про рідне місто, проблематику німецько-сорбських відносин, будівництво нового суспільства в НДР. 1998 року за мотивами трилогії був знятий художній фільм тої ж назви, відзначений премією Німецького телебачення Адольфа Грімме.